# Lahaya
Lahaya (tiếng Ả Rập: لحايا) là một ngôi làng Syria nằm trong tiểu khu Suran ở quận Hama. Theo Cục Thống kê Trung ương Syria (CBS), Lahaya có dân số 486 người trong cuộc điều tra dân số năm 2004.